# Малое Весёлое
Ма́лое Весёлое (укр. Мале Веселе; до 2016 г. Радго́спное) — посёлок, Веселовский сельский совет, Харьковский район, Харьковская область, Украина.
Код КОАТУУ — 6325180504. Население по переписи 2001 года составляет 176 (81/95 м/ж) человек.

## Географическое положение
Посёлок Малое Весёлое находится на расстоянии в 2 км от Муромского водохранилища.
На расстоянии в 1,5 км расположено село Весёлое.

## История
- 1930 — дата основания.
- 19 мая 2016 — посёлок Совхозное (укр. Радгоспное) был «декоммунизирован» и переименован в Малое Весёлое.

## Экономика
- Молочно-товарная ферма.